# Enrico Papi
Enrico Papi (n. 3 iunie 1965, Roma, Italia) este un moderator de televiziune italian.